# Філіпп Ганьє
Філіпп Ганьє (англ. Philippe Gagné, 23 жовтня 1997) — канадський стрибун у воду.
Призер Олімпійських Ігор 2014 року, учасник 2016 року.
Призер Панамериканських ігор 2015, 2019 років.